# Frans Van den Branden
Frans Van den Branden (Antwerpen, 23 april 1914 - Lier, 21 maart 2003) was een Belgisch arbeider, syndicalist en politicus voor de KPB.

## Levensloop
Frans Van den Branden groeide op in een familie van dokwerkers en werd op zijn vijftiende zelf dokwerker in de Haven van Antwerpen. Hij werd een van de verantwoordelijken van de vakbond van havenarbeiders en leidde verschillende stakingen. Als lid van de Belgische Bond van Transportarbeiders maakte hij de algemene staking van  juni 1936 mee. In hetzelfde jaar trouwde hij met Elisabeth Olislagers. Ten tijde van de Spaanse Burgeroorlog was hij betrokken bij solidariteitsacties met de linkse Republikeinen, die van hem een overtuigde communist maakten. Tijdens de Tweede Wereldoorlog trok Frans Van den Branden naar Duitsland om werk te zoeken, eerst in de havens van Stettin (Duitsland, nu Polen) en Danzig (Duitsland; nu Gańdsk, Polen), en vervolgens in de fabrieken van Messcherschmidt in Augsburg (Beieren, Duitsland). Terug in België nam hij niet echt deel aan het verzet, maar leefde hij als werkweigeraar ondergedoken in België.
Onmiddellijk na de Bevrijding stichtte Van den Branden een Eenheidsfront van transportarbeiders, aangesloten bij de communistische vakbond BVES. Hij kon 128 leden verenigen op een totaal van 15.000 havenarbeiders. Hij slaagde er wel in te fusioneren met de Belgische Transportbond, die 12.000 leden telde en voortaan een onderdeel was van het ABVV. Eind 1944 sloot Van den Branden zich eveneens aan bij de communistische KPB-PCB. In 1948 werd hij lid van het Centraal Comité van de partij en in 1954 trad hij toe tot het Politiek Bureau, waarin hij tot in 1979 zetelde. Ook was hij tot eind jaren 1970 politiek secretaris en daarna voorzitter van de Antwerpse federatie van de KPB.
Tussen 1945 en 1950 leidde hij verschillende hevige stakingen in de Haven van Antwerpen. Eind maart 1949 was er zelfs een staking uit protest tegen de NAVO. De Sovjet-Unie reageerde zeer scherp op de oprichting van de NAVO doordat ze dachten dat deze alliantie offensieve bedoelingen had en dat het een schending was van het Handvest van de Verenigde Naties. De Sovjet-Russische verontwaardiging sloeg over op de westerse communisten. In Antwerpen mobiliseerde Frans Van Den Branden ‘zijn’ dokwerkers in de acties tegen de NAVO. Door de socialistische leden van de Belgische Transportbond werd de groep Van den Branden aangevoeld als een paard van Troje. Deze groep was verantwoordelijk voor een paar stakingen en voor acties tegen de leiding van de vakbond, geleid door Louis Major. In december 1947 werden Van den Branden en zijn volgelingen uit de vakbond gestoten. Het belette niet dat hij stevig actie bleef voeren bij de havenarbeiders, zo was hij onder meer betrokken bij de staking van 60-61.
Bij de parlementsverkiezingen van juni 1949 werd Frans Van den Branden door de KPB naar voren geschoven als lijsttrekker. Hij werd gekozen in de Kamer van volksvertegenwoordigers. Van Den Branden was de eerste havenarbeider in de Belgische geschiedenis die werd verkozen tot volksvertegenwoordiger. Hij hield niet van het parlementaire werk, maar diende een wetsvoorstel in om een sociaal statuut voor havenarbeiders in te voeren. Bij de verkiezingen van 4 juni 1950 werd Van den Branden niet herkozen, waardoor de communistische partij in Vlaanderen niet meer over een parlementaire vertegenwoordiging beschikte.
Bij de wilde staking van de Antwerpse havenarbeiders in 1973 verloor Van den Branden voorgoed zijn positie als arbeidersleider. Als vertegenwoordiger van de arbeidersstroming in de KPB werd hij buitenspel gezet ten gunste van de communistische vernieuwers. Hij verliet het leiderschap van de KPB in 1979. Ondanks het verval van zijn partij bleef hij trouw aan zijn overtuigingen.